# 葉文斌
葉文斌，MH（1986年11月1日—），民建聯及新界社團聯會成員，民建聯副秘書長、常務執行委員會委員及屯門支部顧問，現任香港屯門區議會屯門東選區議員，曾任香港屯門區議會兆翠選區議員，以及曾任華潤創業研究發展總監，現為Pacific Coffee（太平洋咖啡）董事及副總經理。

## 簡歷
葉文斌於屯門區成長，曾就讀博愛醫院歷屆總理聯誼會鄭任安夫人學校（小六）、屯門官立中學（中五）以及中華基督教會何福堂書院（中七），後取得香港城市大学電子及通訊工程學（榮譽）工學士及清華大學公共管理碩士（EMPA）。

## 從政
于2009年加入民建联，現为屯門区区议员，曾任民建联屯門支部主席、青年民建聯委員等职。擔任区议员期間，任屯門交通及運輸委員會副主席。
2011年區議會選舉，於兆翠選區出選，以1742票對2876票不敵民主黨候選人盧民漢。
2012年立法會選舉，與譚耀宗合组名單出選新界西選區，排在名單第三位。
2015年區議會選舉，於兆翠選區再次出選，以3138票對2536票擊敗民主黨候選人鄧浚滔以及另一位候選人，成功當選。
2016年立法會選舉，與梁志祥合组名單出選新界西選區，排在名單第四位。
2019年區議會選舉，葉文斌於兆翠選區出選爭取連任，以4224票對5769票不敵民主派候選人、朱凱廸新西團隊成員甄霈霖，連任失敗。
2023年區議會選舉，葉文斌於屯門東選區出選，以12336票和工聯會馮沛賢以8837票對2722票擊敗獨立候選人陳智敏，成功當選。

## 外部連結
- 葉文斌的Facebook專頁
- . 屯門區議會. 2017-04-20  [2021-01-30]. （原始内容存档于2017-05-17） （中文（香港））.
- . 東方日報. 2011-08-28  [2021-01-30]. （原始内容存档于2017-03-25） （中文（香港））.

| 議會席位      | 議會席位                                               | 議會席位      |
| ------------- | ------------------------------------------------------ | ------------- |
| 前任： 盧民漢 | 屯門區議會 兆翠選區區議員 2016年1月1日－2019年12月31日 | 繼任： 甄霈霖 |
| 首任          | 屯門區議會 屯門東選區區議員 2024年1月1日－             | 現任          |